# Urville (Manche)
Urville – miejscowość i gmina we Francji, w regionie Normandia, w departamencie Manche.
Według danych na rok 1990 gminę zamieszkiwały 213 osoby, a gęstość zaludnienia wynosiła 41 osób/km² (wśród 1815 gmin Dolnej Normandii Urville plasuje się na 673. miejscu pod względem liczby ludności, natomiast pod względem powierzchni na miejscu 869.).